# Mohammad Ali Sobhani
Mohammad Ali Sobhani (persisch محمدعلی سبحانی‎; * 1960 in Ghom) ist ein iranischer Diplomat, der seit 29. November 2016 Botschafter in Doha (Katar) ist.
1995 wurde er Bachelor der Politikwissenschaft der Universität Teheran.
Er spricht Arabisch und Englisch.

## Werdegang
1982 trat er in den auswärtigen Dienst und war bis 1989 stellvertretender Leiter der Abteilung Politik.
1987 war er Botschafter in Algier.
Von April 1988 bis März 1989 leitete er die Abteilung 7 (Japan, Südkorea, Taiwan)
1996 leitete er die Abteilung 6
Von 1997 bis 1999 war er Botschafter in Amman.
Von 2000 bis 2001 war er Botschafter in Beirut.
2005 leitete er die Abteilung Naher Osten und Nordafrika.
Er ist als hochrangiger Experte und Berater Assistent des Unterstaatssekretärs für arabische und afrikanische Angelegenheiten.